# Eisenbahnunfall von Badarwas
Bei dem Eisenbahnunfall von Badarwas stieß am 20. September 2010 gegen 4:45 Uhr morgens in Badarwas im Distrikt Shivpuri im indischen Bundesstaat Madhya Pradesh ein Güterzug frontal mit einem stehenden Schnellzug zusammen. Bei dem Eisenbahnunfall starben 23 Menschen.

## Ausgangslage
Der Intercity Express Nr. 1125 Dn war bei eingleisigem Betrieb von Indore nach Gwalior unterwegs und hatte in Badarwas auf dem durchgehenden Hauptgleis am Bahnsteig außerplanmäßig gehalten, um den Güterzug kreuzen zu lassen. Der Zug war durch die Einfahrsignale des Bahnhofs gesichert.
Der Güterzug, ein Leerzug der North Central Railway, war in der Gegenrichtung nach Indore, Madhya Pradesh, mit mehr als 70 km/h unterwegs. Im Bahnhof Bardawas sollte er für die Kreuzung auf ein Ausweichgleis geleitet werden.

## Unfallhergang
Bevor aber die Weiche von dem zuständigen Mitarbeiter in diese Richtung umgestellt wurde, überfuhr der Güterzug bei heftigem Regen und schlechter Sicht das „Halt“ zeigende Einfahrsignal, befuhr so das Gleis, auf dem der Intercity Express stand, und fuhr auf ihn auf. Die Wucht des Aufpralls war so stark, dass die vier ersten Wagen des Personenzugs in- und aufeinander geschoben wurden, ein gemischter Gepäck- und Personenwagen und drei Sitzwagen. Hier wurden zahlreiche Reisende eingeklemmt. Das Personal des Bahnhofs Badarwas ergriff nach dem Unfall teilweise die Flucht, ebenso der Lokomotivführer des Güterzuges. Sie mussten von der Bahnpolizei gesucht werden. Wie anschließend festgestellt wurde, war der Bahnhofsvorsteher betrunken gewesen.

## Folgen
23 Menschen starben, viele wurden darüber hinaus verletzt. Beide Lokomotivpersonale überlebten, der Lokführer des Güterzugs, indem er unmittelbar vor dem Zusammenstoß absprang. Der Bahnhofsvorsteher sowie der Lokführer des Güterzugs und sein Beimann wurden vom Dienst suspendiert.
Der starke Regen behinderte die Rettungsarbeiten, bei denen Hilfszüge aus Bhopal, Guna und Bina zum Einsatz kamen. Die damalige indische Eisenbahnministerin Mamata Banerjee sagte den Angehörigen der Todesopfer Stellen bei der Staatsbahn Indian Railways zu; ein Versprechen, das anschließend wohl nur begrenzt eingehalten wurde. Der stellvertretende Eisenbahnminister, K. H. Muniyappa, besuchte die Unfallstelle. Angesichts der Tatsache, dass dies nur einer von mehreren schweren Unfällen innerhalb von kurzer Zeit war, forderte die Opposition den Rücktritt der Eisenbahnministerin Mamata Banerjee.